# Veroneser Postfälschung
Unter Veroneser Postfälschung versteht man die Fälschung zweier Werte der österreichischen Wappenausgabe 1850 in italienischer Silberwährung, die vermutlich in Verona hergestellt wurden und zum Schaden der Post Verwendung fanden.

## Geschichte
Die beiden Werte zu 15 und 30 Centesimi sind die ersten nennbaren Postfälschungen, die im Kaisertum Österreich auftraten. Bei der gefälschten Freimarkenausgabe von 1850 handelt es sich noch dazu um die erste Briefmarkenausgabe von Österreich, Erstausgabe am 1. Juni 1850. Diese wurde in der österreichischen Papierwährung (Kreuzer) für das österreichische Kernland sowie für die von Österreich besetzten italienische Gebiete Lombardei und Venetien in italienischer Silberwährung (Centesimi) ausgegeben. Auf den Markenbildern ist das österreichische Kaiserwappen abgebildet. Die Fälschungen wurden zwischen Mai und September 1853 verwendet.
Die gut gelungenen Fälschungen wurden im Tiefdruckverfahren als Einzelstücke hergestellt. Der Druck war sauber und klar. Das gewählte Papier war mittelstarkes Maschinenpapier, im Gegensatz zu den Originalen, die auf handgeschöpftem Papier gedruckt wurden. Die stark brüchige Gummierung war bräunlichgelb. Es existieren zahlreiche kleine Unterschiede in den Zeichnungen zwischen den Originalen und den Postfälschungen.
Da die meisten Fälschungen den Poststempel von Verona tragen, nimmt man an, dass die Fälschung dort hergestellt wurde. Beim Wert zu 30 Centesimi findet man jedoch auch relativ häufig den Poststempel von Treviso. Weitere bekannte Verwendungsorte sind Adria, Ostiglia, Padova, Thiene, Venezia, Vicenza und Villafranca.
Bald kam man den Fälschern auf die Schliche, und sie wurden verhaftet. Ende November 1853, kurz nach Verwendung der ersten Fälschungen, begann der Prozess gegen sie. Zahlreiche ungebrauchte Postfälschungen sowie die Druckmaterialien wurden beschlagnahmt.
Bereits wenige Jahre später wurde die Serie jedoch wieder Opfer einer Fälschung. Diese nennt man nach ihrem Hauptverwendungsort Mailänder Postfälschung.

## Die Postfälschungen heute
Da die beiden Postfälschungen sowohl bei den österreichischen wie auch bei den italienischen Philatelisten auf Grund ihrer Seltenheit sehr beliebt sind, ist ihr Handelswert relativ hoch. Dieser liegt zwischen 5 000 und 15 000 €. Dadurch, dass zahlreiche Postfälschungen beschlagnahmt wurden, sind gestempelte Werte etwa gleich selten wie ungebrauchte. Man findet jedoch auch verhältnismäßig viele ungummierte Postfälschungen. Diese stammen von Briefen, die unentwertet blieben, da man diese den Behörden vorlegte.